# Boeing 737 MAX
Boeing 737 MAX — це 4-те покоління Boeing 737, що випускається корпорацією Boeing Commercial Airplanes. Серія базується на модельному ряді Boeing 737 Next Generation, який і планується замінити. Головною відмінністю є використання більших та ефективніших двигунів CFM International LEAP-1B. Планер літака так само зазнає деяких змін. Початок постачання 737 MAX відбувся  2017-го року, тобто через 50 років після першого польоту Boeing 737. Корпорація Boeing отримала тверді замовлення на 737 MAX в кількості у 2553 шт. станом на листопад 2014 року Станом на березень 2018 року було поставлено 80 літаків. 
Станом на березень 2019 року за участю моделі МАХ 8 відбулося 2 масштабні авіакатастрофи (вік літаків 2 та 4 місяці відповідно) з сотнями людських жертв, що викликає сумніви у надійності цієї моделі літака та може свідчити про наявність серйозних проблем у нових модифікаціях повітряних суден від компанії Боїнг.

## Розробка

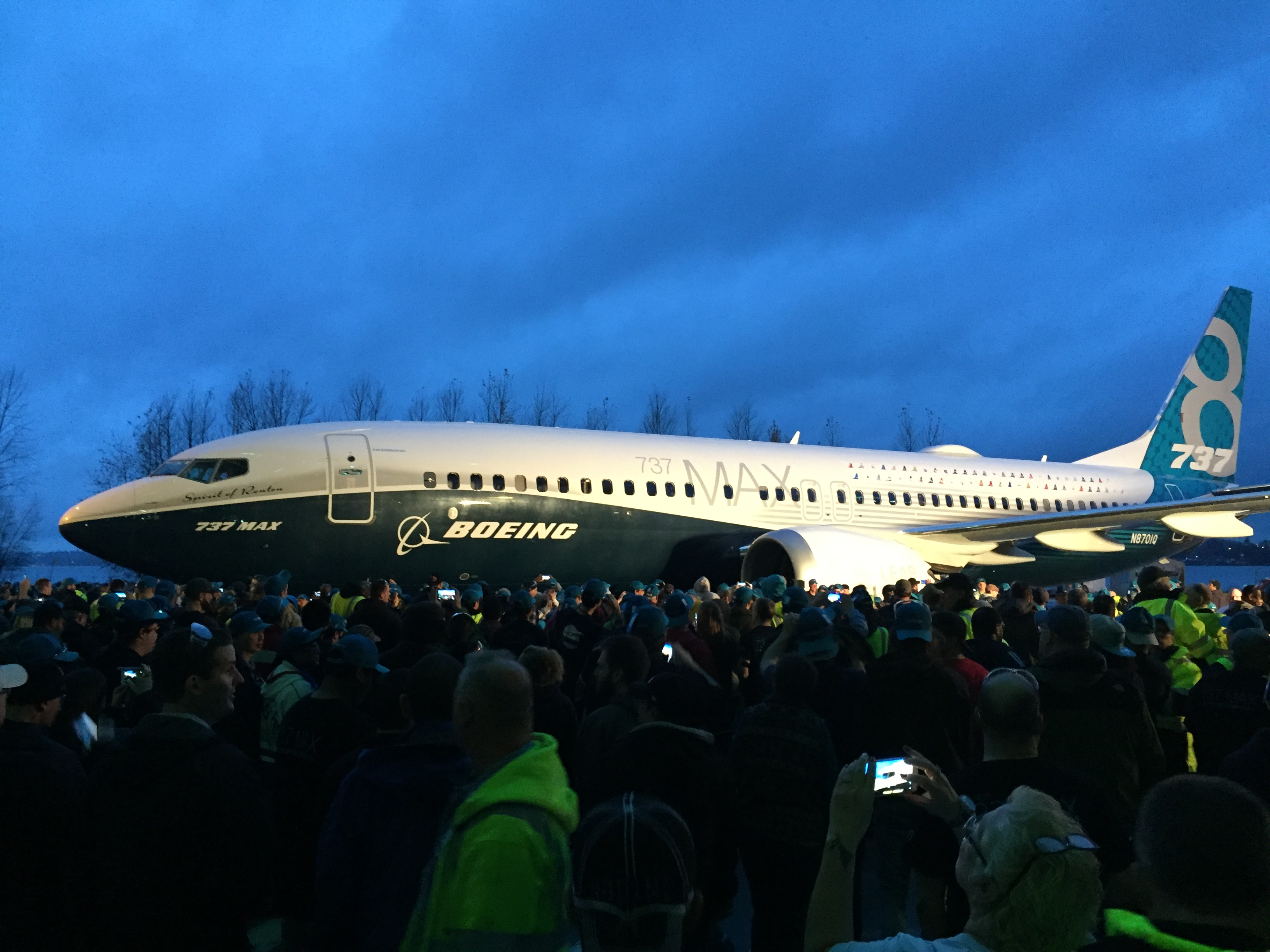
Викочування першого екземпляра

Починаючи з 2006 р., у Boeing обговорювали можливість заміни 737 моделлю з чистого аркуша (службова назва «Boeing Y1»), аналогічно до того, як розроблявся Boeing 787 Dreamliner.  Рішення про заміну відкладали аж до 2011 р. У листопаді 2014 р. стало відомо, що Boeing має намір замінити 737 новим аеропланом до 2030 р., можливо, навіть з планером з композитних матеріалів.
2010 компанія Airbus запустила в експлуатацію сімейство Airbus A320neo з новими двигунами для покращення витрат палива та льотної ефективності; початково було заплановано ввести останні в експлуатацію у середині 2016 р., однак пізніше перенесено на жовтень 2015 р.. Рішення було схвально сприйнято багатьма авіакомпаніями, котрі почали формувати великі замовлення на оновлений аероплан.  Авіакомпанії постійно підштовхували до оновлення 737 новими двигунами замість редизайну у вигляді Boeing Y1. 30 серпня 2011 р. Рада директорів Боїнга схвалила проєкт 737 MAX. Компанія прогнозувала, що 737 MAX матиме на 16 % більшу паливну ефективність, ніж Airbus A320 і на 4 % — за Airbus A320neo. У Boeing висловлюють сподівання, що 737 MAX по дальності перельоту зможе зрівнятися чи навіть перевершити Airbus A320neo. Перший екземпляр 737 MAX заплановано поставити у 2017 р.
29 січня 2016 р. було здійснено перший політ 737 MAX-8. Відео першого зльоту [Архівовано 10 січня 2017 у Wayback Machine.], посадки [Архівовано 20 серпня 2016 у Wayback Machine.].
Після кількох катастроф моделі та заборони для експлуатації, виробник вирішив спочатку опрацювати систему маневрування літака, але згодом було вирішено повністю переписати програмне забезпечення для 737 Max.

## В Україні
Першою авіакомпанією у країні, що розмістила тверде замовлення на цей тип, стала АК «SkyUp». 20 березня 2018 був підписаний контракт на закупівлю 5 літаків (2 МАКС-8 і 3 МАКС-10) загальною вартістю 624 млн $. У листопаді 2019 року було підписано лізингову угоду на поставку ще 2 літаків MAX 8 2020 року.
Станом на 2019 рік, виробник планував поставити перший літак компанії «МАУ». У липні 2020 року контракт розірвано.

## Моделі
- Boeing 737 MAX — базова модель
- Boeing 737 MAX 7
- Boeing 737 MAX 8
- Boeing 737 MAX 200
- Boeing 737-8ERX (проєкт)
- Boeing 737 MAX 9
- Boeing 737 MAX 10

## Проблеми в експлуатації
За повідомленням інформаційного агентства Bloomberg від 7 січня 2023 року, США, Європа та Туреччина призупинили експлуатацію авіалайнерів Boeing 737 MAX 9 після того, як у літака цієї моделі в небі над США відірвалася частина обшивки фюзеляжу разом з дверима та ілюмінатором. Федеральне авіаційне управління США розпорядилося призупинити експлуатацію Boeing 737 MAX 9 американськими авіакомпаніями і випустило директиву, відповідно якою деякі літаки цієї моделі можуть бути допущені до польотів тільки після технічної перевірки. Дана вимога торкнеться 171 літака у всьому світі.

## Катастрофи
29 жовтня 2018 року Боїнг 737 МАХ 8, виконуючи рейс авіакомпанії Lion Air розбився, впавши у води Яванського моря через 13 хвилин після вильоту з летовища Сукарно-Хатта, Джакарта, Індонезія. Усі 181 пасажир та вісім членів екіпажу загинули. Вік повітряного судна на момент катастрофи становив 2 місяці.
10 березня 2019 року літак Боїнг 737 МАХ 8, реєстраційний номер ET-AVJ виконуючи рейс авіакомпанії Ethiopian Airlines розбився приблизно через 6 хвилин після вильоту з аеропорту Аддис-Аббеби. Усі 149 пасажирів та 8 членів екіпажу загинули. На момент катастрофи вік літака становив 4 місяці.
7 січня 2021 року міністерство юстиції США повідомило, що проти компанії Boeing висунуто обвинувачення в шахрайстві та намаганні ввести в оману урядову агенцію під час сертифікації літаків 737 Max.
За версією слідства співробітники компанії передавали неправдиву і перекручену інформацію фахівцям федерального авіаційного управління. Як наслідок, компанія погодилась виплатити 2,5 млрд доларів США, зокрема: $243 млн штрафу, $500 млн — компенсації 346 жертв авіакатастроф, та $1,77 млрд компенсації клієнтам компанії.